# Laurence Chauvy
Laurence Chauvy (Lausanne, 16 november 1959) is een Zwitserse schrijfster, dichteres, journaliste en kunstcritica.

## Biografie
Laurence Chauvy studeerde letteren aan de Universiteit van Genève en ging vervolgens aan de slag als journaliste. Ze werd kunstcritica bij het Journal de Genève en bracht zowel gedichten als romans uit. 
Ze woont in Genève.

## Werken
- (fr)  Carnets d'un été, 1982.
- (fr)  Anorexie, 1983.
- (fr)  La Mort-amour, 1987.
- (fr)  La Montagne, 1989.
- (fr)  Nos jours sont comme l'ombre sur la terre, 1990.
- (fr)  Edgar Degas, 1993.
- (fr)  Comptines à l'aneth, 1996.
- (fr)  Récits du jardin d'enfants, 2004.
- (fr)  Messagères, 2008.
- (fr)  L'Appel des hérons, 2011.
- (fr)  L'Île des transformations, 2013.